# Карел Машек
Карел Вітєзслав Машек (чеськ. Karel Vítězslav Mašek; 1 вересня 1865, Коморжани, Прага, Богемське королівство, Австрійська імперія — 24 липня 1927, Прага, Чехословаччина) — чеський художник, архітектор, ілюстратор і педагог. Представник символізму і модерну.

## Життя та творчість
Мистецьку освіту здобув у Празькій академії витончених мистецтв. У 1884 вступає в Мюнхенську академію мистецтв. У 1887 продовжив вивчення живопису в Парижі — спільно з Альфонсом Мухою і Франтишеком Дворжаком в Академії Жуліана. У паризькій академії відвідував класи Гюстава Буланже і Жюля Лефевра. Познайомившись з художником Жоржем Сера і його творчістю, переймає у нього основи пуантилізму.
У 1888 художник повертається до Праги. У 1891 бере участь у ювілейній виставці в Празі, з 1894 регулярно виставляє свої роботи в Мюнхені і Дрездені. З 1898 Машек — професор у празькій Художній школі прикладного мистецтва. Серед учнів Машека слід назвати художника й ілюстратора Йозефа Чапека та архітектора Богуміла Вайганта.
Крім живопису залишив помітний слід в міській архітектурі Праги. Займався також ілюструванням художньої літератури (твори Сватоплука Чеха) і настінним церковним живописом (фрески роботи Машека в церкві св. Лоренца в місті Високе Мито). Полотна Карела Машека зберігаються в таких провідних колекціях Європи, як Національна галерея в Празі, паризький музей д'Орсе та ін.

## Галерея

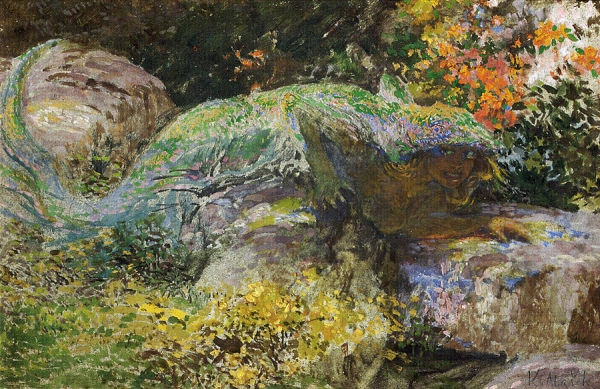
Ящірка
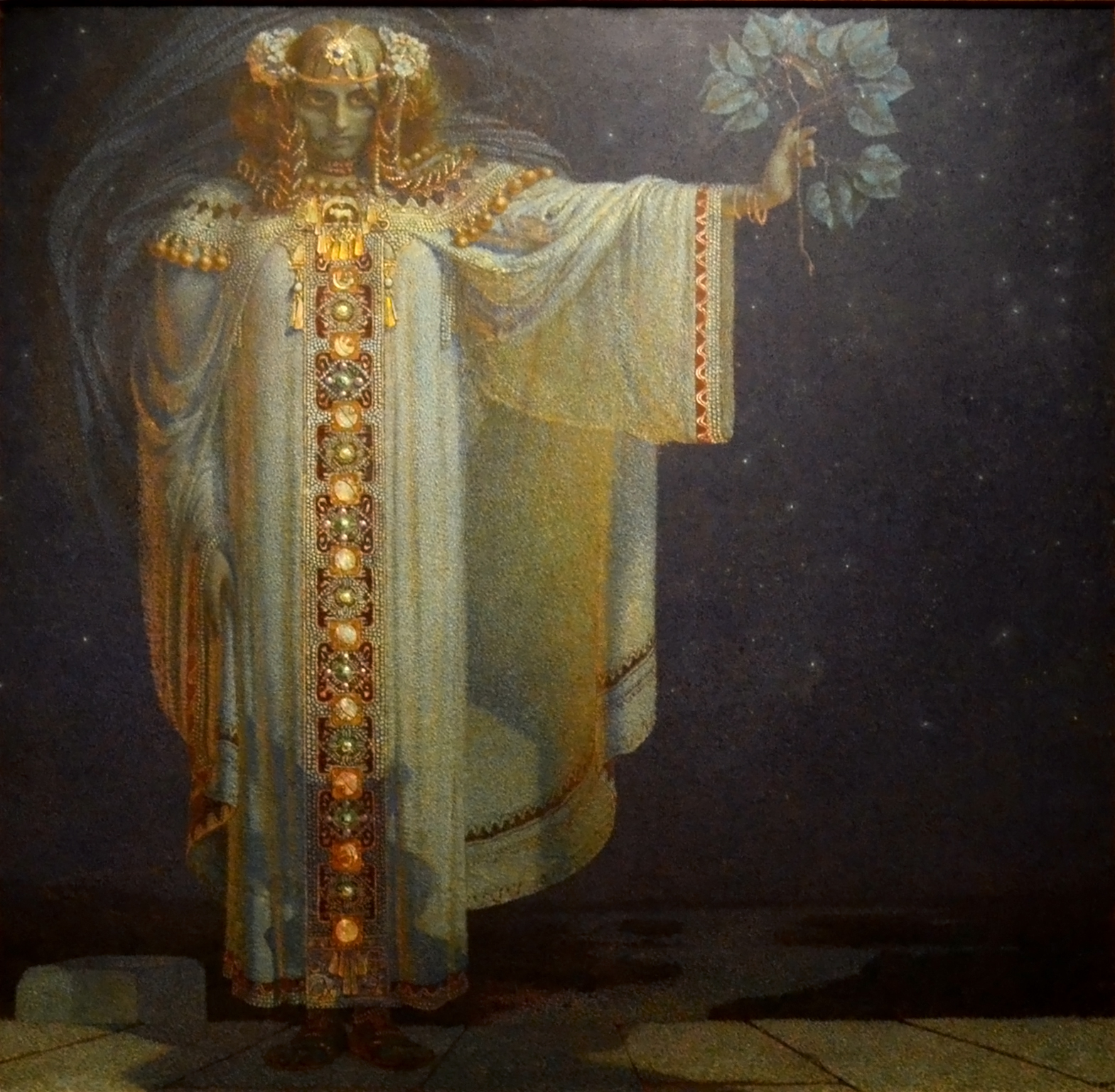
Лібуше, 1893
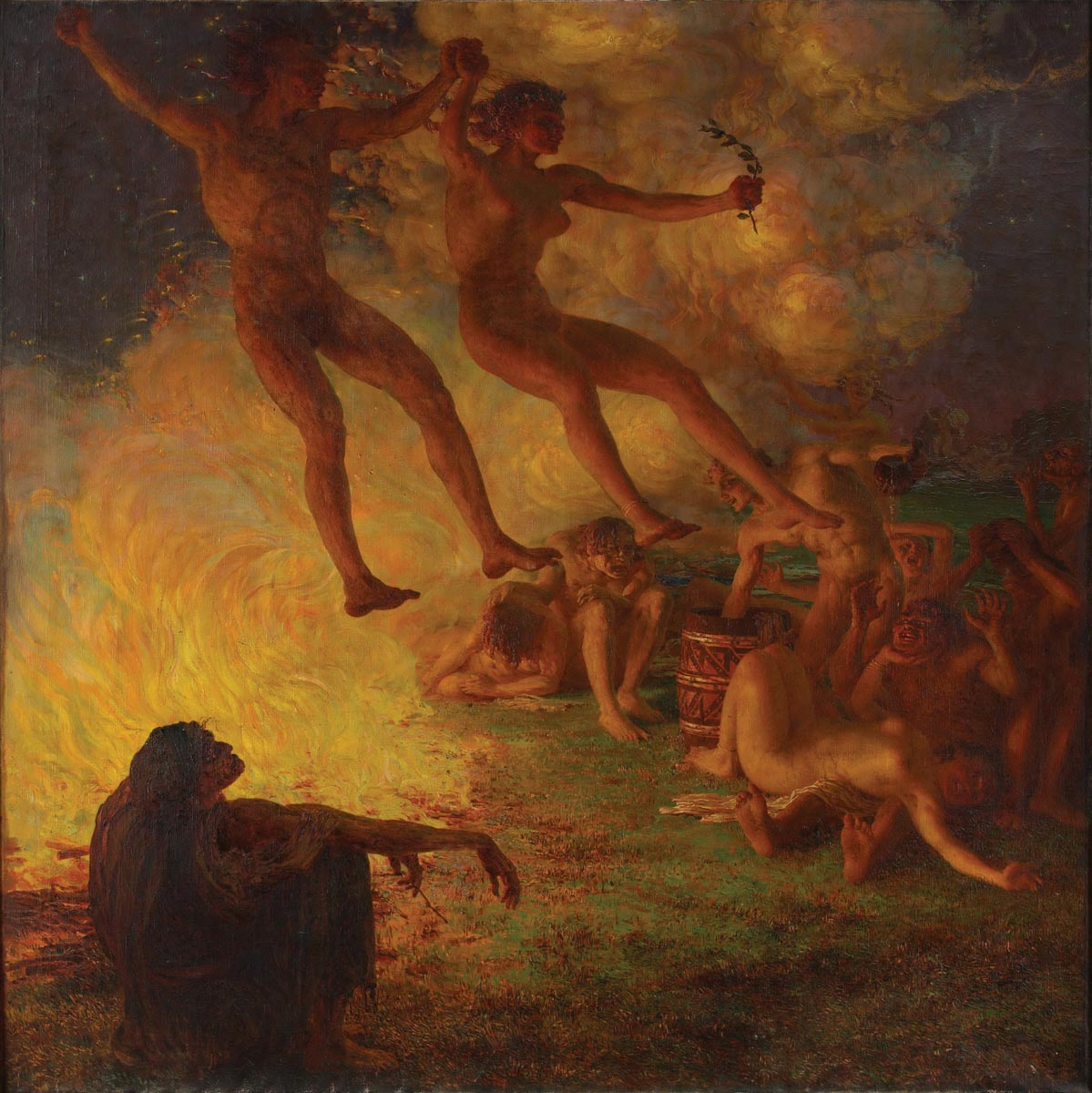
Купала, 1914
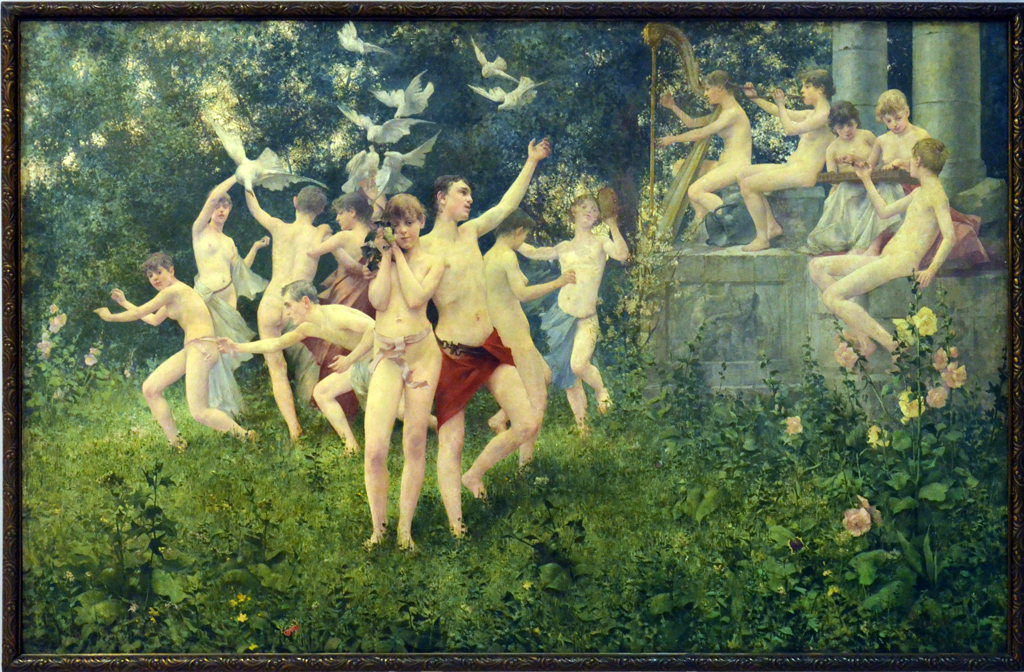
Свято весни, 1889
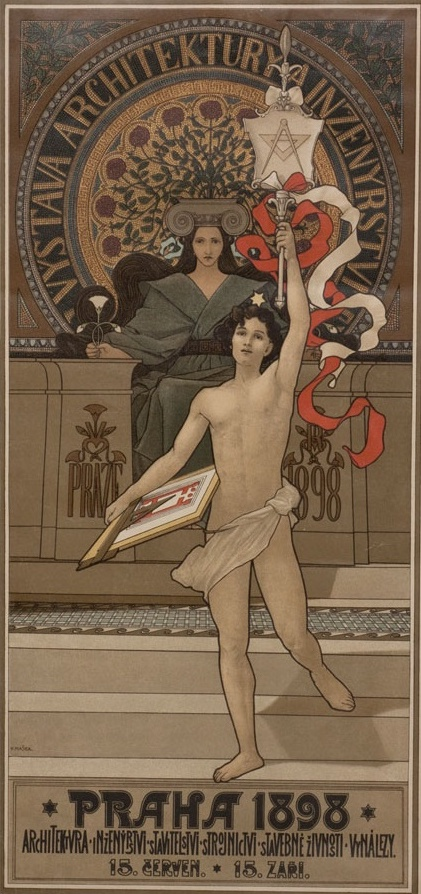
Плакат роботи Машека до празької виставки 1898